# Ostdeutsches Fahrzeugmuseum
Het Ostdeutsches Fahrzeugmuseum is een particulier museum in Benneckenstein, een deelgemeente van Oberharz am Brocken in het Harz.
Het museum is gevestigd in een voormalige staatsfabriek voor werkkleding. Het museum werd omstreeks 2010 opgericht en beheerd door Harald Tänzer en zijn familie.
De collectie van het museum bestaat uit ongeveer 10.000 stukken. Het stelt voornamelijk voertuigen tentoon die in de DDR zijn geproduceerd. Binnen zijn er vier zalen:
- een zaal met voornamelijk voertuigen uit deze periode zoals de Trabant P 50, 601 en 1.1, de Wartburg 311, 312 en 353, en een Minol tankstation.
- een met kampeeruitrusting, waaronder caravans,
- een kleinere zaal met motorfietsen van de merken Simson en MZ en tot slot
- een kleine zaal met kinderspeelgoed uit de periode 1949-1989.

Op het buitenterrein staan diverse militaire voertuigen. Bezoekers hebben ook de mogelijkheid om zelf een vrachtwagen of pantservoertuig te besturen of kunnen erin meerijden.